# Sandy Cove (Great Northern Peninsula)
Sandy Cove is een kustdorp in de Canadese provincie Newfoundland en Labrador. De plaats bevindt zich in het uiterste noorden van het eiland Newfoundland.

## Geografie
Sandy Cove ligt in het uiterste noordwesten van het Great Northern Peninsula, het meest noordelijke gedeelte van Newfoundland. De plaats ligt nabij het smalste punt van de Straat van Belle Isle, op slechts 17,5 km van Point Amour (Labrador).
Het dorp ligt langs Route 430 en is in het westen gedeeltelijk vergroeid met het buurdorp Savage Cove. Anderhalve kilometer ten noordoosten van Sandy Cove ligt het gehucht Shoal Cove East.

## Bestuurlijke geschiedenis
Sandy Cove heeft een complexe bestuurlijke geschiedenis. In 1966 werd het dorp een gemeente met de status van local government community (LGC). In 1977 werd de gemeente echter opnieuw opgeheven, waardoor de plaats wederom gemeentevrij werd.
In 1991 kreeg Sandy Cove opnieuw lokaal bestuur, doordat de plaats erkend werd als een local service district (LSD). Dit LSD bestond slechts kortstondig, doordat de plaats vanaf 1 oktober 1994 officieel deel ging uitmaken van de nieuwe gemeente Savage Cove-Sandy Cove. Deze gemeente bestaat echter enkel op papier, waardoor Sandy Cove de facto een gemeentevrije plaats zonder lokaal bestuur is. Zo valt de plaats sinds de volkstelling van 2001 onder de nog grotere designated place Savage Cove-Sandy Cove-Shoal Cove East.

## Demografie
De bevolkingsomvang van Sandy Cove daalde van 275 in 1991 naar 256 in 1996.
Vanaf de volkstelling van 2001 worden er niet langer aparte censusdata voor Sandy Cove bijgehouden. Heden valt de plaats onder de designated place Savage Cove-Sandy Cove-Shoal Cove East.

## Flora
Sandy Cove staat bekend omwille van Braya longii, een zeldzame en bedreigde kruidachtige plant die uitsluitend voorkomt aan de noordwestkust van het Great Northern Peninsula. De plant kent slechts zes populaties, waarvan er drie aan de rand van Sandy Cove groeien. De aangrenzende plaatsen Savage Cove en Shoal Cove East tellen elk één populatie.

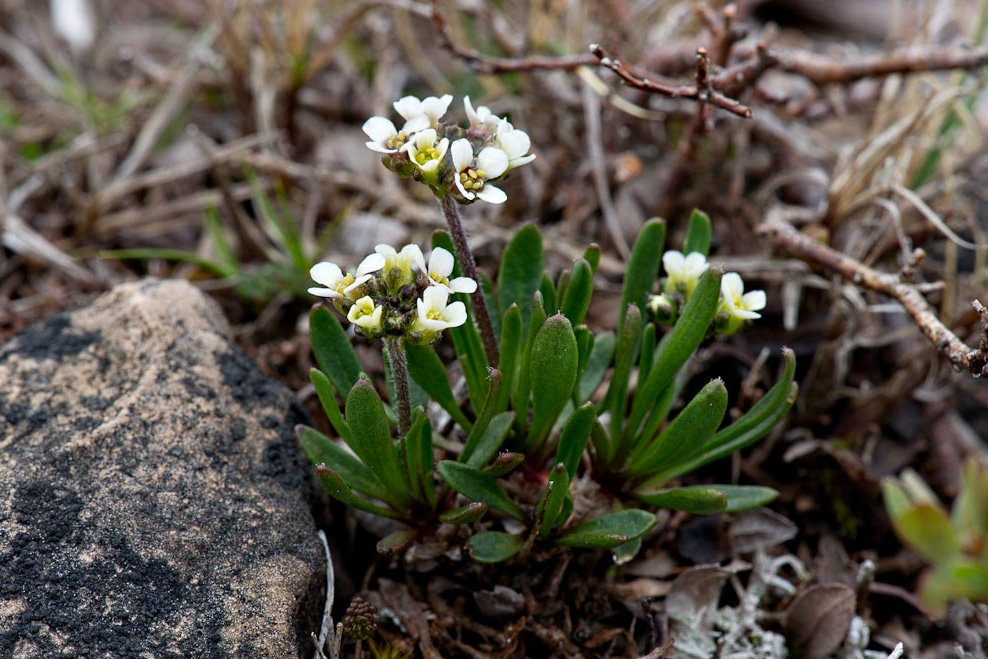
Sandy Cove is een van slechts vier dorpen ter wereld waar Braya longii voorkomt.